# シュコダ・120

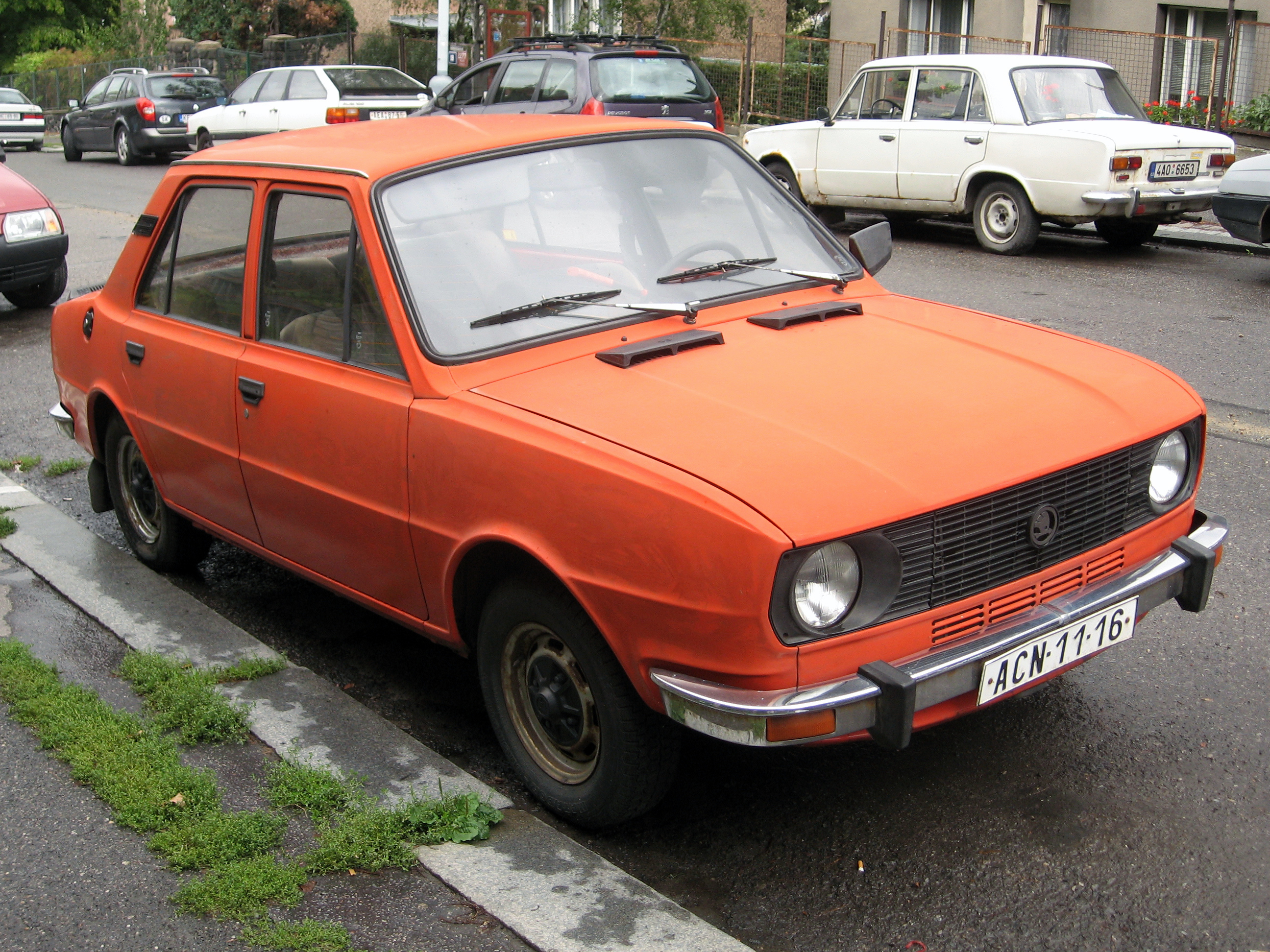
105S

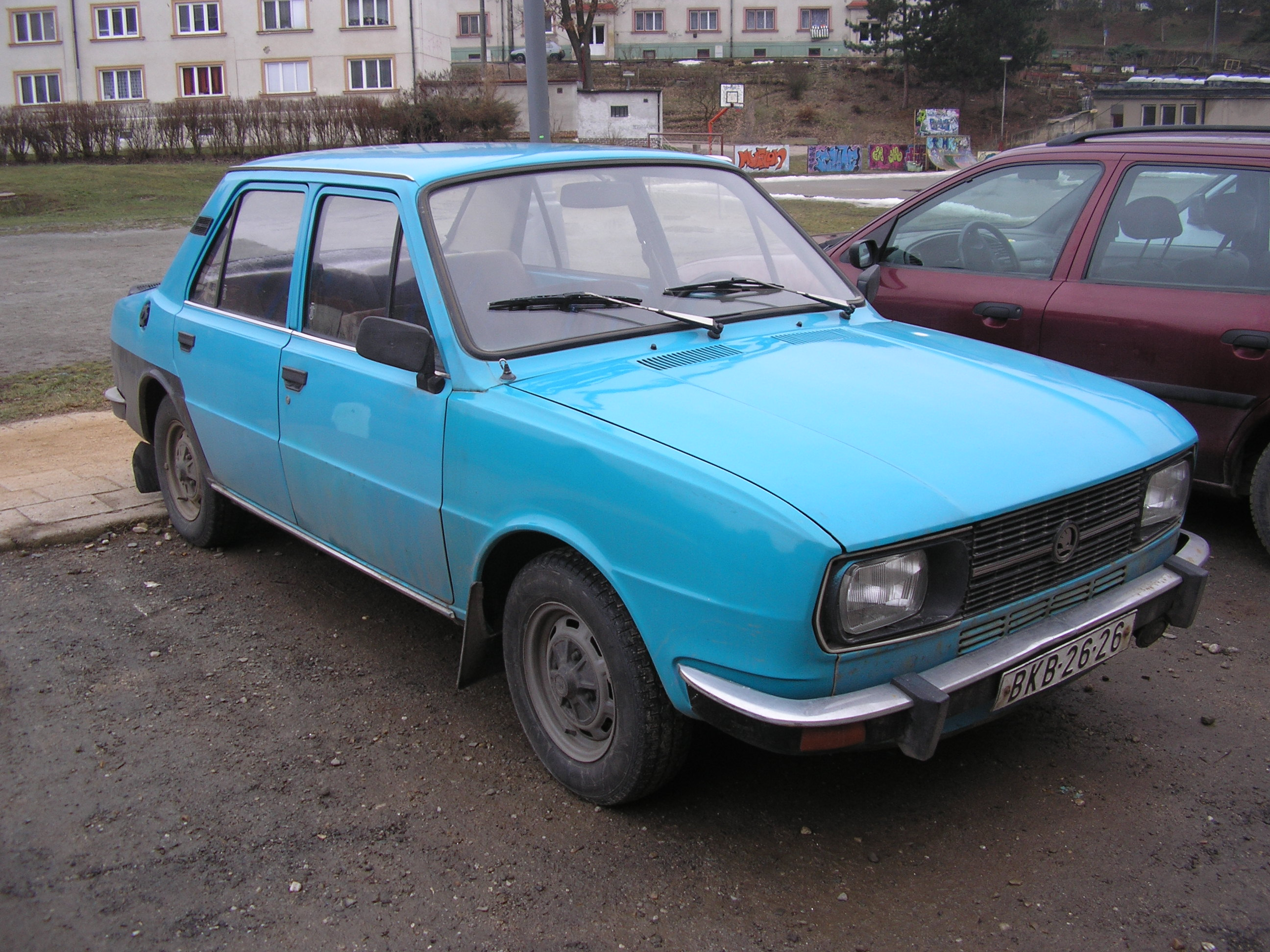
120L

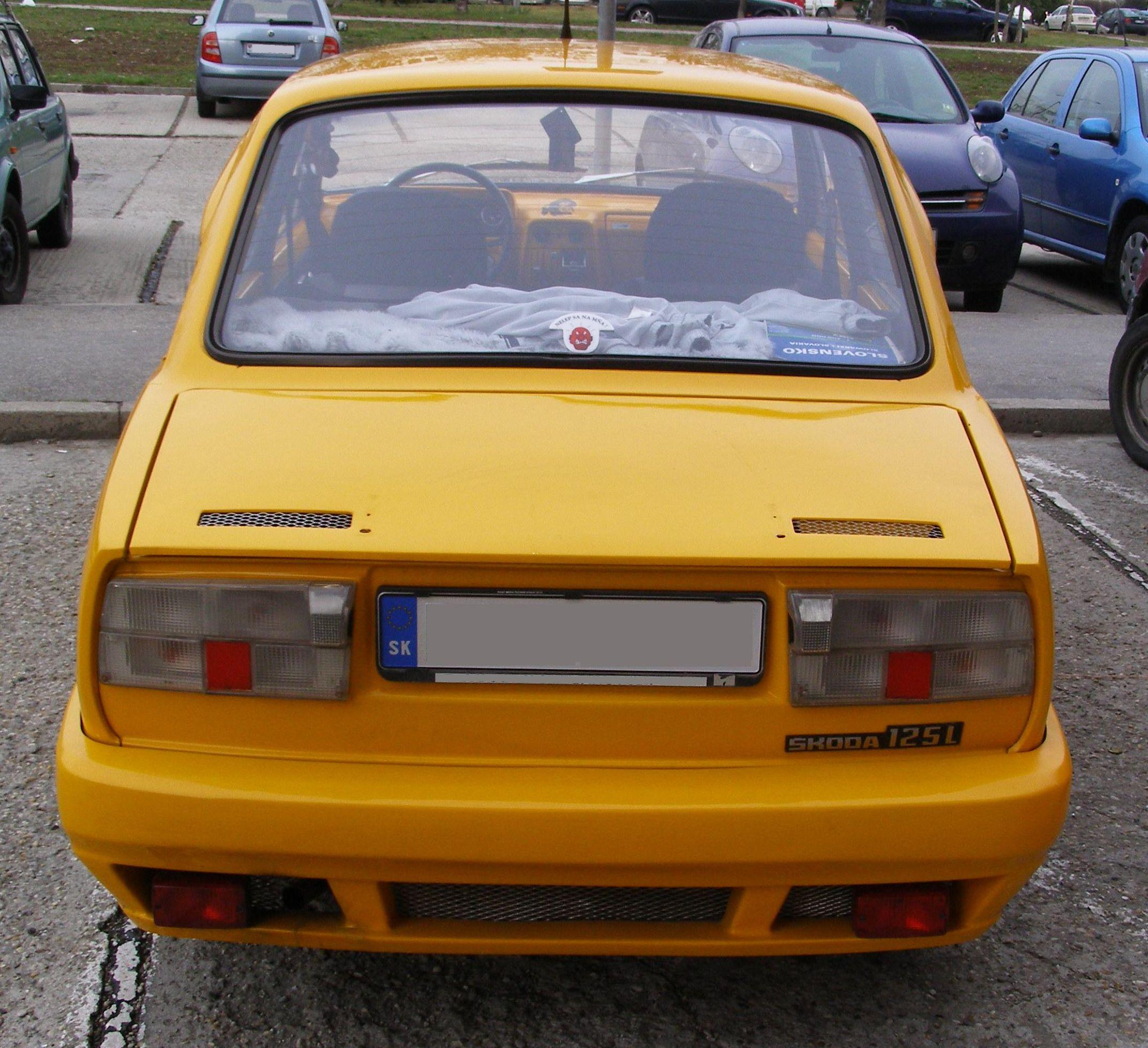
125L

シュコダ・105/120/125(Škoda 105/120/125)は旧チェコスロバキアのムラダー・ボレスラフにあったシュコダが、100/110の後継改良型として1976年にデビューさせ、1990年まで生産したリアエンジン方式の乗用車である。1984年には上級版の130/135/136も追加された。 

## 基本設計
1970年代初頭、シュコダは100/110の後継車としてフロントエンジン・フロントドライブ方式の新型車を開発しようと考えたが、資金難から結局100/110の改良型を作ることになった。ソビエト連邦は、シュコダが自国や他の東欧諸国の製品と比べて余りに先進的な乗用車を生産することを好まず、この前輪駆動車開発計画を支援しなかったとされる。

## デビュー
1976年4月に発売された105/120は、設計自体は100/110と基本的に同じであったが、外観は一新され、ラジエーターを車体前部に移し、ヒーターユニットをダッシュボードと一体化、燃料タンクをリアシート下に移設するなどの改良を受けた。1046ccエンジンが105に、1174ccエンジンが120に与えられた。最高出力は105S(Standard)と105L(Lux)が44馬力、120Lは49馬力、120LS(Lux Sport)と120GLS(Grand Lux Sport)が54馬力であった。
RR方式(後ろ置きエンジン・後輪駆動配置)やスイングアクスル式サスペンション特有の不安定な操縦性と、冷却方式の複雑化によってオーバーヒートが起こりがちな点を除けば、丈夫で、悪路にも強い車である。価格の低さとラリーでの活躍もあり、東側諸国だけでなく西ヨーロッパでも低価格車を欲する層に歓迎された。現在でも、チェコ、スロバキア、ハンガリー、ポーランドなどの国々では良く見かけられる。

## その後の改良
1978年4月には1200ccのスタンダードモデル「120S」が追加された。装備は105Sとほぼ同等だったがリクライニングシートが追加されていた。1981年3月には1000ccモデルに120GLS並みの装備を与えた「105GL」が登場した。
1981年には旧110Rクーペの後継車として、旧東欧諸国では珍しい2ドアクーペボディで120LS・GLSと同じ1174cc54馬力エンジンを持つ「ガルデ」(Skoda Garde)が追加された。また、チェコスロバキア国内向けに、リアシートを撤去し、リアドア窓を鉄板に替えた「105SP」という商用向けモデルも生産された。
1982年11月には「120LE」が追加された。これは120Lのトップギアのギア比をハイギアリングにして燃費性能を改善したモデルで、EはEconomicの略であった。
1984年8月に130/135/136シリーズが登場、リアサスペンションがセミトレーリングアームとなった他、リアトレッド拡大し操縦安定性を大幅に改善、5速ギアボックス・ディスクブレーキ採用などの大改良が加えられ、従来型の排気量を拡大した新しい1289cc58馬力エンジンを搭載した。クーペ版のガルデは「ラピッド」に発展した。
105/120シリーズも105S・105L・120L・120GL・ 120LS・120LX・120GLSが並行生産され、120GL以上には5速ギアボックスが装備された。

## 終焉
1987年にベルトーネデザインの前輪駆動車・シュコダ・ファヴォリットが登場すると、105 L・105 SP・120Lにバリエーションが縮小、1988年に125Lが追加され105系は消滅し、最後まで作られたのは120Lと125Lの二種類であった。1990年、14年間に1,961,295台を生産したこのシリーズは生産を終了、最後のリアエンジンのシュコダ車となった。

## 生産されたモデル
| モデル            | 形式    | 生産期間  | エンジン排気量 | 最高出力 | 変速機 |
| シュコダ・105 S   | 742.10  | 1976–1987 | 1000cc         | 45馬力   | 4速MT  |
| シュコダ・105 L   | 742.10  | 1976–1989 | 1000cc         | 45馬力   | 4速MT  |
| シュコダ・105 GL  | 742.10  | 1981–1983 | 1000cc         | 45馬力   | 4速MT  |
| シュコダ・105 SP  | 742.10  | 1982–1988 | 1000cc         | 45馬力   | 4速MT  |
| シュコダ・120S    | 742.12  | 1978–1983 | 1200cc         | 49馬力   | 4速MT  |
| シュコダ・120 L   | 742.12  | 1976–1990 | 1200cc         | 49馬力   | 4速MT  |
| シュコダ・120 LE  | 742.12  | 1982–1983 | 1200cc         | 49馬力   | 4速MT  |
| シュコダ・120 GL  | 742.12  | 1984–1987 | 1200cc         | 49馬力   | 5速MT  |
| シュコダ・120 LS  | 742.12X | 1976–1987 | 1200cc         | 54馬力   | 4速MT  |
| シュコダ・120 LX  | 742.12X | 1984–1987 | 1200cc         | 54馬力   | 5速MT  |
| シュコダ・120 GLS | 742.12X | 1976–1984 | 1200cc         | 54馬力   | 4速MT  |
| シュコダ・120 GLS | 742.12X | 1984–1987 | 1200cc         | 54馬力   | 5速MT  |
| シュコダ・125 L   | 742.12X | 1988–1990 | 1200cc         | 54馬力   | 5速MT  |
| シュコダ・ガルデ  | 743.12X | 1981–1984 | 1200cc         | 54馬力   | 4速MT  |

## 輸出市場

### イギリス
イギリスでは「エステル」(Estelle)の車名で、1977年から1990年までの間に120,105台が輸出された。1987年だけでもイギリスのシュコダ販売店は、リアエンジン特有の操縦安定性の低さ、東側の旧式な技術、オーバーヒートによるヘッドガスケット損傷などの諸問題を抱えているにもかかわらず17,000台を販売することに成功している。エステルのセールスポイントは広い室内、基本的には高い信頼性、維持の容易さ、そして低価格であった。シュコダはまた巧みな広告戦略と、1970-80年代のRACラリーにおける度々のクラス優勝で販売を伸ばした。
2006年8月のAuto Express誌の調査によると、この時点でイギリスで登録されていたエステルは612台に過ぎず、過去30年間にイギリス国内で売られた乗用車の中でスクラップにされた率が5番目に高い車種であった。これは東欧諸国に中古車として輸出された例が多いことも一因となっているが、イギリスでは最後に量販されたリアエンジン乗用車ということもあって中古車価格が上昇しつつある。
イギリス市場向けには「105 Lux」(1984–1989)、「120 LSE」(1979–1987) -サンルーフやレザートップ、カセットステレオ付き、「120 LXE」(1987) -LSE同様の装備を追加、 「120 L Five」(1987–1990) - 5速ギアボックス・サンルーフ・フロントドアポケット・デジタル時計・カセットステレオ付き、などの特別仕様車も生産された。

### フィンランド
105/120シリーズは特に1970年代にはフィンランドでも良く売れ、「105 Super」「120 LSX」(1984年のシュコダ90周年記念モデル)などの特別仕様車が存在した。

### ドイツ
「105 LS」モデルが売られたが、フォルクスワーゲン・ゴルフ、フォード・エスコート、オペル・カデットなどのドイツ国産車に太刀打ち出来ず、販売は不振であった。

### ギリシャ
ギリシャにおける105/120シリーズは、特に1970年代後半から80年代初期の不況期には低価格を武器として、西欧や日本の人気車種には及ばなかったものの販売は好調であった。「120S」以外の各モデルが輸入され、1984年以降は130シリーズも含め「シュコダ・ターゲット」(Škoda Target)として売られた。

### ニュージーランド
105/120シリーズはニュージーランドにも1970年代後半に輸出され、イギリスからの輸入車と互角に戦った。しかし1980年代初頭、「シュコダ車がチェコスロバキアの囚人の労働で生産されている」という風評が広まり政治問題化(そのように生産された製品の輸入は同国では禁じられていた)、結局輸入継続は認められたが販売は下火となった。

### オーストラリア
120Lが1970年代後半から80年代前半まで輸出され、価格に比べてお買い得であると同国の自動車ジャーナリズムも好意的に評価していたが、共産圏の製品であるため輸入台数に制限が課せられていた。結局シュコダはオーストラリア市場から撤退、再参入はフォルクスワーゲンの傘下に入った2007年となった。今なお、約20台の120Lが現存している。
この他、マレーシアなどにも輸出されたが、日本にはシュコダの総代理店が存在せず(1960年代初頭までは日通自動車が総代理店であったが撤退)、正規輸入されなかった。